# Youssra Karim
Pour les articles homonymes, voir Karim.
Youssra Karim (en arabe : يسرى كريم), née le 26 mars 1997 à El Jadida, est une athlète handisport marocaine spécialiste du lancer du disque concourant en F41 pour les athlètes de petite stature.

## Carrière
En 2014, elle participe aux Jeux olympiques de la jeunesse de 2014 en haltérophilie.
En mars 2021, au Grand Prix de Tunis, Karim bat le record du monde du lancer du disque F40 avec une marque à 35,33 m. Quelques mois plus tard aux Jeux de 2020, elle monte sur la 2e marche du podium du lancer du disque F41 avec un lancer à 37,35 m juste derrière la Tunisienne Raoua Tlili.

## Palmarès

### Jeux paralympiques
- Jeux paralympiques d'été de 2020 à Tokyo :
  -  Médaille d'argent du lancer du disque F41

### Championnats du monde
- Championnats du monde 2019 à Dubaï :
  -  Médaille d'argent du lancer du disque F41

### Jeux de la Francophonie
- Jeux de la Francophonie de 2023 à Kinshasa :
  -  Médaille d'or du lancer du poids F40-F41
  -  Médaille d'or du lancer du disque F40-F41